# Sergej Avdějev
Sergej Vasiljevič Avdějev (rusky Сергей Васильевич Авдеев, * 1. ledna 1956 Čapajevsk, Kujbyševská oblast, RSFSR, SSSR) je bývalý sovětský (resp. po rozpadu SSSR ruský) kosmonaut, v letech 1987–2003 člen oddílu kosmonautů RKK Eněrgija. Podnikl tři kosmické lety, vždy šlo o dlouhodobé pobyty na vesmírné stanici Mir. Celkem strávil ve vesmíru 747 dní, 14 hodin a 14 minut.

## Život
Sergej Avdějev pochází z města Čapajevsk v Kujbyševské (dnes Samarské) oblasti Ruska, narodil se v dělnické rodině, je ruské národnosti. Roku 1973 absolvoval střední školu v Kujbyševu (se zaměřením na fyziku a matematiku). Roku 1979 dokončil studium oboru experimentální jaderná fyzika na Moskevském inženýrsko-fyzikálním institutu (Московский инженерно-физический институт, МИФИ). Poté pracoval ve společnosti RKK Eněrgija. Současně v letech 1979–1981 studoval na Univerzitě marxismu-leninismu moskevského výboru KSSS.
Roku 1986 získal vědeckou hodnost kandidát fyzikálně-matematických věd.
V polovině osmdesátých let se přihlásil k kosmonautickému výcviku, prošel lékařskými prohlídkami a 2. února 1987 získal souhlas Hlavní lékařské komise k přípravě. Státní meziresortní komise jej 26. března 1987 doporučila do oddílu kosmonautů RKK Eněrgija, formálně zařazen v Eněrgiji na pozici kandidáta na kosmonauta byl 3. července 1987. Absolvoval dvouletou všeobecnou kosmickou přípravu ve Středisku přípravy kosmonautů v hvězdném městečku a 21. července 1989 získal kvalifikaci zkušební kosmonaut.
Byl zařazen mezi kosmonauty připravující se na lety na Mir, utvořil dvojici s Anatolijem Arcebarským. Jak bylo pro kosmonauty oddílu Eněrgije obvyklé, v posádkách zaujímal pozici palubního inženýra. Od prosince 1990 s Alexandrem Viktorenkem tvořil rezervní (tedy třetí) posádku pro 9. základní expedici na Mir. Po startu výpravy v květnu 1991 se Viktorenko s Avdějevem stali záložní posádkou pro 10. základní expedici na Mir, která měla startovat v Sojuzu TM-13 společně s rakouským kosmoanutem. Cvičil s nimi i Rakušan Clemens Lothaller. V červenci však byl do posádky Sojuzu Tm-13 zařazen kazašský kosmonaut a v záloze Avdějeva nahradil Kazach Talgat Musabajev.
Od října 1991 byl s Anatolijem Solovjovem zařazen do záložní posádky 11. základní expedice na Mir. Záloha 11. expedice byla určena pro 12. expedici. Do vesmíru odstartovali z Bajkonuru 27. července 1992 na palubě Sojuzu TM-15. Na stanici Mir dvojice Solovjov (velitel), Avdějev (palubní inženýr) vystřídala Alexandra Viktorenka a Alexandra Kaleri a setrvala na stanici do 1. února 1993. V průběhu letu kosmonauti uskutečnili čtyři výstupy do otevřeného vesmíru o celkové délce 18 hodin a 21 minut. Let trval 188 dní, 21 hodin a 41 minut.
V březnu 1994 utvořil dvojici s Jurijem Gidzenkem, připravovali se jako záloha 17. základní expedice na Mir. Po jejím startu se stali hlavní posádkou 20. expedice, v dubnu 1995 se k nim připojil astronaut ESA Thomas Reiter.
Ke svému druhému letu Avdějev vzlétl, zase ve funkci palubního inženýra, dne 3. září 1995 v Sojuzu TM-22 s Gidzenkem (velitel) a Reiterem. Trojice převzala stanici od dosavadní posádky, která po týdnu přistála se Sojuzem TM-21. V listopadu přijali návštěvu raketoplánu Atlantis (let STS-74, který přivezl zásoby a vybavení pro kosmonauty a zejména stykový modul. Během letu Avdějev na 5 hodin a 16 minut vystoupil do vesmíru, navíc 29 minut pracoval v dehermetizovaném přechodovém úseku Miru. V únoru 1996 kosmonauti předali stanici následníkům z 21. expedice a 29. února 1996 přistáli na Zemi po letu trvajícím 179 dní, 1 hodinu a 42 minut.
Od září 1996 tvořil s Gennadijem Padalkou zálohu 24. základní expedice na Mir. Po jejím startu se stali hlavní posádkou 26. expedice, v březnu 1998 se k nim připojil Jurij Baturin.
Potřetí Avdějev vzlétl na stanici Mir 13. srpna 1998 v Sojuzu TM-28 s Padalkou (velitel) a Baturinem. Baturin se po týdnu vrátil s dosavadní posádkou stanice (25. expedice). Padalka s Avdějevem pracovali na Miru do února 1999, kdy stanici převzali Viktor Afanasjev a Jean-Pierre Haigneré, Avdějev zůstal na Miru s nimi. Všichni tři přistáli 28. srpna 1999, přičemž Avdějev strávil ve vesmíru 379 dní, 14 hodin a 51 minut. Během letu třikrát vystoupil do vesmíru, dohromady na 17 hodin a 23 minut, navíc 30 minut pracoval v dehermetizovaném modulu Spektr.
Z oddílu kosmonautů i Eněrgije odešel na penzi 14. února 2003. V prosinci 2008 byl zvolen předsedou společenské organizace „Za zdraví ve vzdělání“ (За здоровье в образовании) V červnu 2011 se podílel na založení Společnosti přátelství, kulturních a vědeckých svazků se Španělskem (Общество дружбы, культурных и научных связей с Испанией)